# Bernard Buffet
Bernard Buffet, född 10 juli 1928 i Paris i Frankrike, död 4 oktober 1999 i Tourtuor, var fransk expressionistisk målare och ledamot av den antiabstrakta gruppen L'homme Témoin.

## Biografi
Buffet föddes i Paris och studerade konst där vid École Nationale Supérieure des Beaux-Arts (National School of Fine Arts) och arbetade i målaren Eugène Narbonnes ateljé. Bland hans klasskamrater var Maurice Boitel och Louis Vuillermoz.
Redan som 20-åring nådde han stora publikframgångar, kanske för att han representerade en ny figuration, ett alternativ till den abstrakta konsten. Hans färgval är asketiskt, och figurer och landskap omges av kantiga svarta konturlinjer. De sofistikerade bilderna tycks framför allt uttrycka tristess och pessimism.
År 1946 hade han sin första utställning, ett självporträtt, på Salon des moins de Trente Ans på Galerie Beaux-Arts. Han hade sedan åtminstone en utställning varje år. År 1955 tilldelades han första pris av tidningen Connaissance des arts, som utsåg de tio bästa efterkrigskonstnärerna. År 1958 hölls den första retrospektiva utställningen av hans verk på Galerie Charpentier.
Den 23 november 1973 invigdes ett Bernard Buffet-museum, grundat av Kiichiro Okano i Surugadaira i Japan. Buffet har skapat mer än 8 000 målningar och ett stort antal tryck.
Buffet begick självmord i sitt hem i Tourtour i södra Frankrike. Han led av Parkinsons sjukdom och kunde inte längre arbeta.

## Utmärkelser
- 1947 Ledamot av Salon d'Automne
- 1947 Medlem i Société des Artistes Independants
- 1948 co-mottagare av Prix de la Critique med Bernard Lorjou
- 1950 Prix Puvis de Chavannes
- 1955 Första pris i Magazine Connaissance
- 1973 Officer av Légion d'Honneur
- 1974 Ledamot av Académie des Beaux-Arts

## Representation (urval)
- Artax, Düsseldorf
- Boca Raton Museum of Art
- Ca la Ghironda, Bologna
- Kunstmuseum Walter, Augsburg
- Musée d'Art Moderne de Lille, Villeneuve d'Ascq
- Museet för nutidskonst, Skopje
- Nationalmuseet för utländsk konst, Sofia
- National Gallery of Canada, Ottawa
- National Museum of Western Art, Tokyo
- Tammerfors konstmuseum
- Tate Gallery, London
- Wellside Gallery, Seoul

### Allmänna källor
- Bra Böckers lexikon, 1973